# Cvetni okrogličar
Cvetni okrogličar (znanstveno ime Enoplognatha ovata) je vrsta pajka iz družine krogličarjev, razširjena po večjem delu Evrope.
Za razliko od večine okrogličarjev ima zadek bolj ovalne kot okrogle oblike in je prepoznaven po bledorumeni osnovni obarvanosti ter dolgih nogah. Na glavoprsju ima temnejšo vzdolžno črto po sredini in tanek temen rob, na hrbtni strani zadka pa dve vzdolžni liniji drobnih pik temnejše barve. Nekateri imajo na zadku dodaten vzorec obarvanosti, na podlagi katerega ločimo tri barvne forme:
- E. ovata f. lineata: brez vzorca,
- E. ovata f. redimita: dve vzporedni vzdolžni črti rdeče barve po hrbtni strani zadka,
- E. ovata f. ovata: široka vzdolžna rdeča črta, ki prekriva večino hrbtne strani zadka.

Variabilnost je genetsko pogojena, pri čemer izražanje vzorca nadzoruje en sam lokus.
Zanesljivo določanje je težavno, saj tvori skupino Enoplognatha ovata s. l. z vsaj štirimi bližnje sorodnimi vrstami, od katerih ga je možno ločiti le po natančnem anatomskem pregledu genitalij in obustnega aparata. Izjema je barvna forma ovata, ki je po do zdaj znanih podatkih prisotna le pri cvetnem okrogličarju. Od vseh drugih pajkov se po telesni zgradbi razlikuje že na daleč.

## Ekologija
Živi v odprti krajini na nizkem rastju in je pogosta travniška vrsta po večini območja razširjenosti. Po parjenju samice zavijejo jajčno vrečko v rastlinski list in jo zavarujejo s svilenimi nitmi.
Vrsta je razširjena po skoraj vsej Evropi razen skrajnega juga in severa, od obale Atlantika do linije med finsko-rusko mejo in Kaspijskim jezerom na vzhodu. Poleg tega je bila, verjetno kot slepi potnik v pošiljkah blaga ali rastlinskega materiala, zanešena tudi v Severno Ameriko, kjer je zdaj razširjena predvsem v pasu nekaj sto kilometrov ob vzhodnih in zahodnih obalah severnih ZDA ter južne Kanade, podobno kot sorodna vrsta Enoplognatha latimana, ki pa je omejena na zahodni rob celine.